# Unterer Neckar Heidelberg-Mannheim
Das FFH-Gebiet Unterer Neckar Heidelberg-Mannheim ist ein im Jahr 2005 durch das Regierungspräsidium Karlsruhe nach der Richtlinie 92/43/EWG (Fauna-Flora-Habitat-Richtlinie) angemeldetes Schutzgebiet (Schutzgebietskennung DE-6517-341) im deutschen Bundesland Baden-Württemberg. Mit Verordnung des Regierungspräsidiums Karlsruhe zur Festlegung der Gebiete von gemeinschaftlicher Bedeutung vom 12. Oktober 2018 wurde das Schutzgebiet festgelegt.

## Lage
Das rund 285 Hektar große FFH-Gebiet gehört zum Naturraum 224-Neckar-Rhein-Ebene innerhalb der naturräumlichen Haupteinheit 22-Nördliches Oberrheintiefland. Es liegt zwischen Heidelberg und dem Mannheimer Stadtteil Neuostheim entlang des Neckars und erstreckt sich über die Markungen von sechs Städten und Gemeinden.
- Stadtkreis Heidelberg: 93,8835 ha = 33 %
- Stadtkreis Mannheim: 56,8991 ha = 20 %

Rhein-Neckar-Kreis:
- Dossenheim: 8,5348 ha = 3 %
- Ilvesheim: 56,8991 ha = 20 %
- Ladenburg: 14,2247 ha = 5 %
- Edingen-Neckarhausen: 54,0541 ha = 19 %

## Beschreibung und Schutzzweck
Beim Unteren Neckar zwischen Heidelberg und Mannheim mit Auen und Vorländern handelt es sich um eine einzigartige Flusslandschaft im Ballungsraum mit Inseln, Kies- und Sandbänken, Flach- und Stillwasserbereichen, Altarmen, Prall- und Gleitufern, reichstrukturierter Vegetation und artenreicher Tierwelt.

### Lebensraumklassen
(allgemeine Merkmale des Gebiets) (prozentualer Anteil der Gesamtfläche)
Angaben gemäß Standard-Datenbogen aus dem Amtsblatt der Europäischen Union
|                                                    |                                                    |  |      |      |
| N06 – Binnengewässer (stehend und fließend)        | N06 – Binnengewässer (stehend und fließend)        |  | 37 % | 37 % |
| N08 – Heide, Gestrüpp, Macchia, Garrigue, Phrygana | N08 – Heide, Gestrüpp, Macchia, Garrigue, Phrygana |  | 6 %  | 6 %  |
| N10 – Feuchtes und mesophiles Grünland             | N10 – Feuchtes und mesophiles Grünland             |  | 29 % | 29 % |
| N14 – Melioriertes Grünland                        | N14 – Melioriertes Grünland                        |  | 17 % | 17 % |
| N16 – Laubwald                                     | N16 – Laubwald                                     |  | 10 % | 10 % |
| N23 – Sonstiges                                    | N23 – Sonstiges                                    |  | 1 %  | 1 %  |
|                                                    |                                                    |  |      |      |

### Lebensraumtypen
Gemäß Anlage 1 der Verordnung des Regierungspräsidiums Karlsruhe zur Festlegung der Gebiete von gemeinschaftlicher Bedeutung (FFH-Verordnung) vom 12. Oktober 2018 kommen folgende Lebensraumtypen nach Anhang I der FFH-Richtlinie im Gebiet vor:
| EU Code | Lebensraumtyp (offizielle Bezeichnung)                                                                          | Kurzbezeichnung                              | Hektar |
| ------- | --- | -------------------------------------------- | ------ |
| 3150    | Natürliche eutrophe Seen mit einer Vegetation des Magnopotamions oder Hydrocharitions                           | Natürliche nährstoffreiche Seen              | 2,07   |
| 3260    | Flüsse der planaren bis montanen Stufe mit Vegetation des Ranunculion fluitantis und des Callitricho-Batrachion | Fließgewässer mit flutender Wasservegetation | 31,30  |
| 3270    | Flüsse mit Schlammbänken mit Vegetation des Chenopodion rubri p.p. und des Bidention p.p.                       | Schlammige Flussufer mit Pioniervegetation   | 0,10   |
| 6430    | Feuchte Hochstaudenfluren der planaren und montanen bis alpinen Stufe                                           | Feuchte Hochstaudenfluren                    | 2,40   |
| 6510    | Magere Flachland-Mähwiesen (Alopecurus pratensis, Sanguisorba officinalis)                                      | Magere Flachland-Mähwiesen                   | 25,40  |
| 91E0    | Auenwälder mit Alnus glutinosa und Fraxinus excelsior (Alno-Padion, Alnion incanae, Salicion albae)             | Auenwälder mit Erle, Esche, Weide            | 29,50  |

### Zusammenhängende Schutzgebiete
Das FFH-Gebiet besteht aus sechs Teilgebieten. Es ist weitgehend deckungsgleich mit mehreren Landschaftsschutzgebieten und den Naturschutzgebieten:
- 2097 – Unterer Neckar: Altneckar Heidelberg-Wieblingen
- 2098 – Unterer Neckar: Altneckar Wörth-Weidenstücker
- 2099 – Unterer Neckar: Neckaraue zwischen Botzheimer Wasen und Obere Wörth
- 2100 – Unterer Neckar: Altneckarschleife-Neckarplatten
- 2101 – Unterer Neckar: Wörthel
- 2102 – Unterer Neckar: Maulbeerinsel